# Pilsner Urquell
A Pilsner Urquell (csehül: Plzeňský Prazdroj) egy cseh sörmárka. Az Asahi Breweries tulajdonában álló Plzeňi Sörgyár (Plzeňský Prazdroj, a. s.) cég állítja elő Plzeňben. Nevének jelentése magyarul: „a pilseni ősforrás”.

## Története
A pilzeni sörgyár sörfőzője, Joseph Groll 1842-ben alkotta meg a világ első „arany” sörét, a Pilsner Urquellt.
A leghíresebb cseh sört Josef Groll bajor serfőző fejlesztette ki. Cseh hívásra Plzeňbe ment, ahol az alsóerjesztés Bajorországban már kipróbált új módszerével cseh alapanyagokból, tehát sima héjú árpából, komlóból és helyi vízzel főzte rézüstökben a sört. Ragaszkodott a saját, a sörfőzdében végzett malátázáshoz is. Eljárásának lényegi eleme volt, hogy az erjesztőkádak hőmérsékletét mindig alacsonyan, 5–9 °C között tartotta.

### Az eljárás
Az alsóerjesztés új technológiája, az ősforrás (innen az 'Urquell' elnevezés) tiszta vize és a híres žateci komló egy addig ismeretlen ízvilágot eredményezett. A sört a gyár alatti, mintegy tíz kilométer hosszú, állandóan 0–3 C° hőmérsékletű barlangrendszerben a szokásosnál hosszabb ideig ászkolják.
A sör ízét ma is az adja, hogy a cefrét rézedényben, nyílt láng felett, az átlagosnál valamivel tovább forralják. A sör gyártásához žatecii aromakomlót, cseh árpát, speciális sörélesztőt és lágy vizet használnak. A Pilsner Urquell aranyló színű és komlós szagú sör. Ízvilága kesernyés, lágy malátaaromája hosszú ideig érezhető. Összetevői víz, árpamaláta, komló és komlókivonat. Alkoholtartalma 4,4 térf.%.